# Zanmu
Zanmu (残夢) è il secondo album in studio della cantante giapponese Ado, pubblicato il 10 luglio 2024 da Virgin Records.

## Tracce
1. Nukegara (抜け空?) – 3:08
2. Missing (行方知れず?) – 3:13
3. Dignity – 4:12
4. Chocolat Cadabra (ショコラカタブラ?) – 3:04
5. Kura Kura (クラクラ?) – 3:11
6. I'm a Controversy (アタシは問題作?) – 3:14
7. Rebellion (リベリオン?) – 2:58
8. All Night Radio (オールナイトレディオ?) – 3:32
9. Himawari (向日葵?) – 4:19
10. Eien no Akuruhi (永遠のあくる日?) – 4:06
11. Mirror – 3:00
12. Rule (ルル?) – 3:07
13. Show (唱?) – 3:12
14. Ibara (いばら?) – 4:22
15. Value – 3:04
16. 0 – 3:00